# Mogens Lüchow
Mogens Lüchow (* 13. Mai 1918 in Kopenhagen; † 20. März 1989 ebenda) war ein dänischer Degenfechter.

## Erfolge
Mogens Lüchow wurde 1950 in Monte Carlo im Einzelwettbewerb vor Carl Forssell Weltmeister. Zweimal nahm er an Olympischen Spielen teil: bei den Olympischen Spielen 1948 in London schied er im Einzel in der Viertelfinalrunde aus, während er mit der Mannschaft als Viertplatzierter knapp einen Medaillengewinn verpasste. 1952 wurde Lüchow in Helsinki in der Einzelkonkurrenz Zehnter. Mit der dänischen Equipe belegte er Rang fünf.